# تازه کند رضاآباد
تازه کند رضاآباد یک روستا در ایران است که در دهستان کلخوران واقع شده‌است. تازه کند رضاآباد ۱۴۱ نفر جمعیت دارد.